# Pizolada delle Dolomiti
La Pizolada delle Dolomiti è una gara di scialpinismo che si svolge dal 1973 sulle nevi del Passo San Pellegrino, in Val di Fassa, in provincia di Trento. È  organizzata dall'Unione Sportiva Monti Pallidi in collaborazione con il Comitato Fassa Eventi e il CAI SAT.
È una classica delle pelli di foca e si è disputata a coppie fino al 1993, mentre dal 1995 è individuale. Nel 2006 è stata valida anche come campionato italiano assoluto individuale di scialpinismo, e nel 2008 è stata un open internazionale.

## Percorso
Il percorso si svolge sopra il Passo San Pellegrino, a 1.918 metri.
Il percorso classico inizia dal rifugio Flora Alpina in località Valfredda (1.796 m), per poi salire verso località Fuciade (1.972 m) e quindi verso Forcella Laghet (2.765 m), passando per la Val di Tasca. Si scende quindi verso Passo San Pellegrino con passaggio nei pressi di Malga San Pellegrino, prima della dura ascesa al Col Margherita (2.550 m), con gli sci fissati allo zaino. Arrivati alla cima del Col Margherita, i concorrenti scendono al lago Laste Pradazzo per poi risalire a Forcella Vallazza, con discesa finale verso il traguardo presso la stazione a valle della funivia Col Margherita.
Nel 2012 il percorso è stato variato e consisteva nella salita verso la forcella dell'Om Picol, la ridiscesa verso il Passo San Pellegrino e nuovamente la salita alla Forcella Vallazza e la Cima del Coro. Da qui si scendeva verso Passo Pradazzo, si risaliva verso il Rifugio Laresei, la Diga Cavia e la Croda Zingari. L'arrivo era quindi nei pressi della stazione della funivia Col Margherita.

## Albo d'oro
Nella seguente tabella l'albo d'oro dal 1973 al 1993, periodo in cui la competizione si disputò a squadre.
| #  | Anno | Squadra                   | Atleti                        |
| -- | ---- | ------------------------- | ----------------------------- |
| 1  | 1973 | Svizzera                  | W. Gesser - H. Walter         |
| 2  | 1974 | FF.OO. Moena              | B. Bonaldi - A. Genuin        |
| 3  | 1975 | O.E.S.V. Innsbruck        | H. Wallner - F. Scheiber      |
| 4  | 1976 | C.S. Carabinieri          | C. Ponza - U. Kostner         |
| 5  | 1977 | FF.OO. Moena              | B. Bonaldi - L. Weiss         |
| 6  | 1979 | Brig. Alp. Orobica Merano | L. Confortola - A. Faccini    |
| 7  | 1980 | FF.GG. Predazzo           | R. De Bortolis - P. Deola     |
| 8  | 1982 | Sci Club Moena            | M. Chiocchetti - L. Felicetti |
| 9  | 1983 | Centro Sport Premana      | U. Gianola - G. Gianola       |
| 10 | 1984 | Linea Fondo Brescia       | Lino Zampatti - Odillo Piotti |
| 11 | 1985 | Sci Club Marmolada        | Tone Valeruz - Bruno Pederiva |
| 12 | 1986 | Linea Fondo Brescia       | Lino Zampatti - Odillo Piotti |
| 13 | 1987 | S.C. Sondalo              | Fabio Meraldi - Adriano Greco |
| 14 | 1988 | FF.OO. Moena              | L. Leonardi - M. Dellantonio  |
| 15 | 1989 | FF.OO. Moena              | L. Leonardi - M. Dellantonio  |
| 16 | 1990 | Polisportiva Albosaggia   | G. Rovedatti - C. Vescovo     |
| 17 | 1991 | S.C. Sondalo              | Adriano Greco - Fabio Meraldi |
| 18 | 1993 | S.C. Sondalo              | Adriano Greco - Fabio Meraldi |

Nella seguente tabella l'albo d'oro dal 1995, anno in cui la competizione è divenuta individuale.
| #  | Anno | Uomini              | Donne               |
| -- | ---- | ------------------- | ------------------- |
| 19 | 1995 | Enrico Pedrini      | -                   |
| 20 | 1996 | Omar Oprandi        | Karin Pizzinini     |
| 21 | 1997 | Omar Oprandi        | Bice Bones          |
| 22 | 1998 | Enrico Pedrini      | Bice Bones          |
| 23 | 1999 | Enrico Pedrini      | Bice Bones          |
| 24 | 2000 | Luciano Fontana     | Bice Bones          |
| 25 | 2001 | Carlo Battel        | Arianna Follis      |
| 26 | 2002 | Carlo Battel        | Bice Bones          |
| 27 | 2003 | Mirco Mezzanotte    | Orietta Calliari    |
| 28 | 2004 | Franco Nicolini     | Arianna Follis      |
| 29 | 2005 | Hansjorg Lunger     | Orietta Calliari    |
| 30 | 2006 | Mirco Mezzanotte    | Gloriana Pellissier |
| 31 | 2007 | Mirco Mezzanotte    | Maddalena Wegher    |
| 32 | 2008 | Guido Giacomelli    | Orietta Calliari    |
| 33 | 2009 | Martin Riz          | Sabrina Zanon       |
| 34 | 2010 | Matteo Eydallin     | Maddalena Wegher    |
| 35 | 2011 | Damiano Lenzi       | Elena Nicolini      |
| 36 | 2012 | Ivo Zulian          | Nadia Scola         |
| 37 | 2013 | Alessandro Follador | Nadia Scola         |